# Novelísima
Novelísima  es un canal de televisión por suscripción y en paralelo un canal FAST venezolano operado por Cisneros Media, perteneciente a la Organización Cisneros; estuvo en emisiones desde el año 2008 hasta el año 2012 al fusionarse con el canal Venevisión Plus Dominicana para formar Ve Plus. El canal fue relanzado y empezó sus transmisiones en el año 2021 junto con su plataforma de streaming homónima.

## Historia

### Canal antiguo (2008-2012)
Fue lanzado originalmente el 1 de junio de 2008 como Novelísima al ser renombrado el canal de Venevisión Continental. Tal como su nombre lo indica, la señal se centró en telenovelas y programas de entretenimiento enfocados a la cultura latinoamericana. Por ende, el canal retiró todo tipo de espacio de crítica, opinión política y noticiarios de la programación del canal anterior.
El 18 de julio de 2012, los canales Novelísima y Venevisión Plus Dominicana fueron fusionados para relanzarse como Ve Plus TV, dando por cerrado la primera versión del canal Novelísima.

### Canal actual (2021)
El canal fue relanzado como un canal FAST el 1 de septiembre de 2021 junto con una plataforma de streaming del mismo nombre, compartiendo la programación de telenovelas de Venevisión International Productions. Sus transmisiones además de emitirse en su propia plataforma, progresivamente empezó a expandir su señal en distintas plataformas, como YouTube, Venevisión Play y The Roku Channel. A su vez empezó a transmitir como canal de televisión por suscripción en paralelo, distribuyendo su señal en distintos proveedores de televisión de paga en la región.

## Señales
- El formato del programa es de dos tipos diferentes:
  - Televisión tradicional: Esta señal se encuentra disponible en la programación de los proveedores de televisión por suscripción.
  - Canal FAST: Esta señal varía ligeramente en sus pausas comerciales; se encuentra disponible tanto en su sitio web, como en plataformas de streaming gratuitas como Venevisión Play, The Roku Channel y la plataforma de alojamiento y transmisión de videos, YouTube.